# Береза тополелиста

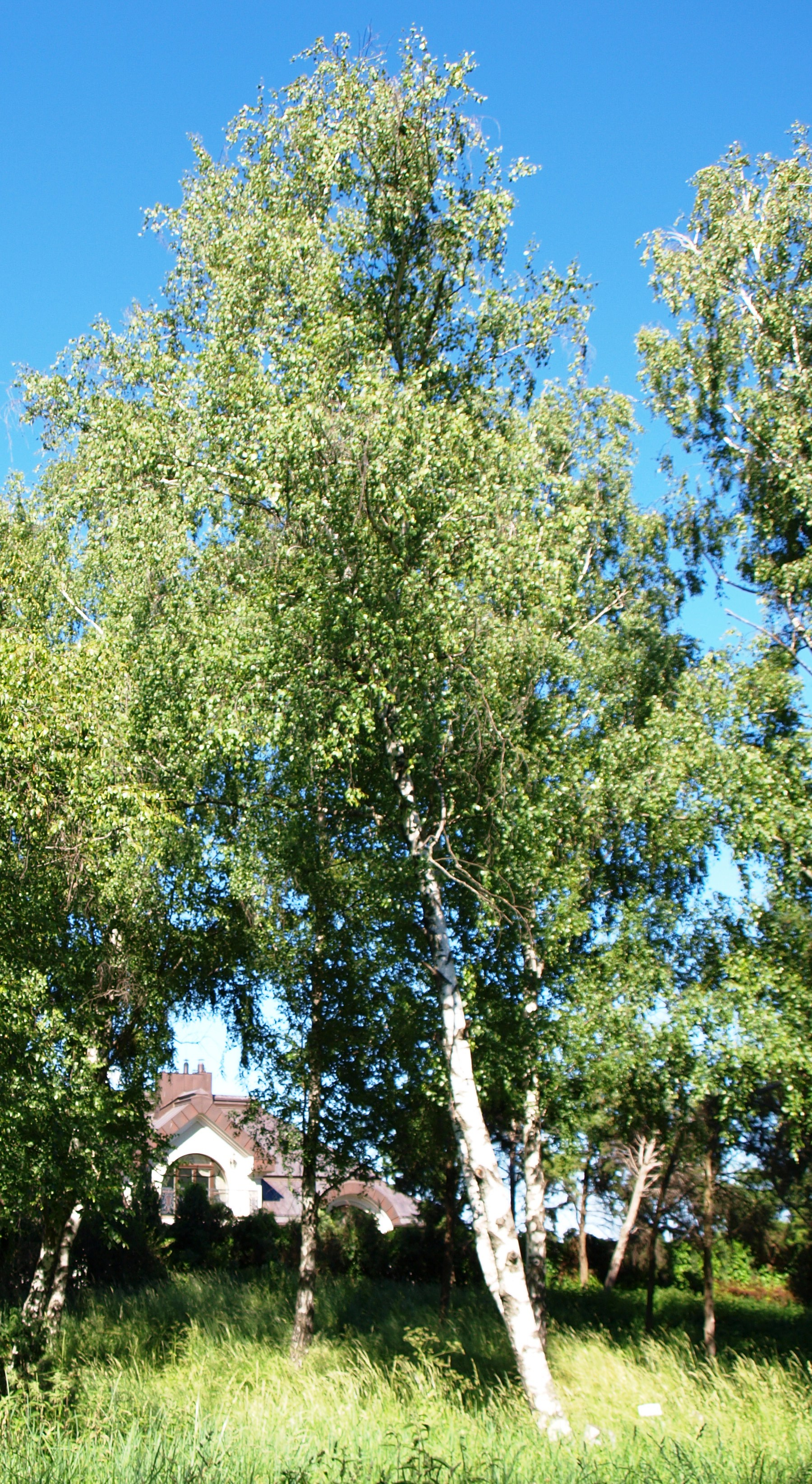
Береза тополелиста у Національному ботанічному саду імені Миколи Гришка НАН України

Береза тополелиста (Betula populifolia Marshall) — дерево родини березових (Betulaceae).

## Ботанічний опис
Дерево до 10 метрів заввишки, стовбур діаметром до 25 см. Кора тьмяна, біла, як крейда, або попеляста, щільна, насилу розділяється на шари. Гілки піднімаються вгору, молоді гілочки червонувато-коричневі.
Бруньки тонкі, гострі, коричневі, восково-блискучі, віддалені від гілки. Листя трикутно-яйцюваті або трикутні, 6-8 см завдовжки і 4-6 см завширшки, з усіченою основою, на кінці відтягнуте в довге тонке вістря з нерівномірними гострими зубцями по краю, голі, зверху блискучі, яскраво-зелені, знизу блідо-зелені, в молодості клейкі, смолисті, на тонких, голих черешках довжиною 1,5-2,5 см.
Маточкові сережки циліндричні, довжиною 1,5-2,5 см, діаметром 6 мм, прямі або пониклі. Приквіткові лусочки з ледь помітним запушенням, їхня довжина дорівнює ширині; середня лопать луски коротше бічних, дугоподібно відігнутих до основи.
Береза тополелиста — швидкоросла рослина (0,6 м за рік), але термін її життя невеликий (приблизно 20 років), це сама недовговічна з деревоподібних беріз.
Деревина м'яка, коричнева.

## Поширення
У природі ареал виду охоплює атлантичне узбережжя Північної Америки — канадські провінції Острів Принца Едварда, Нью-Брансвік, Нова Шотландія, південь Онтаріо і Квебеку, американські штати Коннектикут, Іллінойс, Індіана, Мен, Меріленд, Массачусетс, Нью-Гемпшир, Нью-Джерсі, Нью-Йорк, Північна Кароліна, Огайо, Пенсільванія, Род-Айленд, Південна Кароліна, Вермонт і Вірджинія. Береза тополелиста зникла в штаті Делавер і знаходиться під загрозою зникнення у штатах Іллінойс і Індіана.
Зустрічається на безплідних ґрунтах. Зазвичай утворює чисті насадження на лісосіках, згарищах. На родючих ґрунтах зазвичай швидко витісняється більш довговічними породами.

## Використання
Може використовуватися в групових посадках в парках на бідних ґрунтах, мало придатних для інших дерев, а також в посадках після гірничотехнічної рекультивації.
Деревина берези тополелистої часто використовується як дрова, як сировина для целюлозної промисловості і для отримання деревного вугілля. Також її широко використовують для виготовлення найпростіших дерев'яних виробів — котушок, прищіпок, зубочисток …

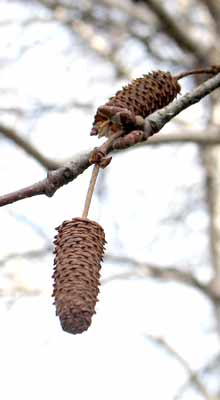
Жіночі сережки
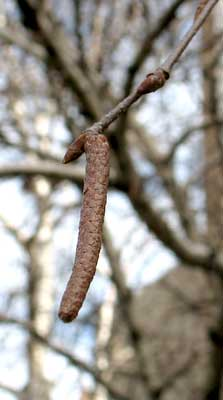
Незрілі чоловичі сережки
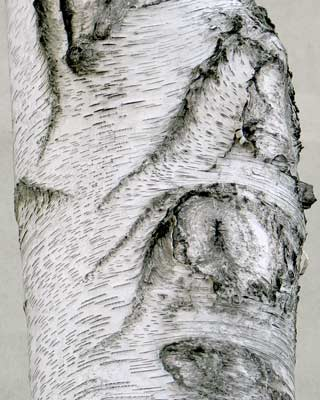
Кора берези тополелистої
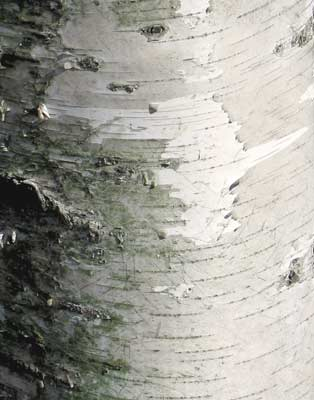
Кора молодих дерев